# 蘇耀文
蘇耀文（Bishop Martin Su Yao-wen，1959年11月9日—），臺灣天主教主教。靜宜大學董事長。
蘇耀文主教生於高雄市左营區，1960年遷回本籍地彰化縣田中鎮。1989年6月8日成为台中教区神父。曾任静宜大学（高级）讲师、总务处秘书、代理总务长、宗辅室主任（兼校牧），台中教区监狱牧灵辅导等職。2007年6月25日，教宗本笃十六世任命其为台中教區主教，2007年9月25日晋牧暨就职。